# 百龙天梯
百龙天梯，又称“百龙电梯”，是位于世界自然遗产张家界武陵源风景区内的一部户外玻璃观光电梯。于1999年9月开工建设，2002年4月竣工并投入试运营，并于2013年进行扩容提速。百龙天梯以326米的高度被吉尼斯世界纪录认定为世界“最高户外电梯”。被誉为“世界第一梯”。

## 状况
百龙天梯于2002年4月竣工，随后投入试营运。其建设在砂岩山峰上，垂直高差335米。共有三台透明观光电梯，每台电梯分为双层，均可载客。在326米的运行高度中，其中有154米在山体内下部的竖井中运行，另172米在贴山钢结构井架上运行。电梯的玻璃由丙烯酸玻璃制成。电梯由通力公司提供，並由德國朗格爾在中國的合資公司濰坊朗格爾電梯公司安裝，耗资1.8亿元。通过百龙天梯，可直达武陵源核心景区——袁家界。2013年进行扩容提速，百龙天梯每台单次载客可达64人，速度将由原来的3米/秒提升到5米/秒，时间从1分58秒缩短为1分28秒。

## 争议
从建成之日起，百龙天梯在环保和其它方面一直存在争议。2003年中央电视台《经济半小时》对此争议进行了采访。在景观破坏方面上，武汉理工大学教授王国华认为，武陵源风景区的景观一个是极天然的白垩纪时代的景观，而百龙天梯这个现代化的观光电梯带来了景观的破坏。百龙电梯项目在1997年取得了环境影响评价报告，1998年湖南省环保局审批通过。但张家界环保局自然保护科科长彭汉寿表示，电梯对景观有一定的影响，若放在现在进行审批“应该不会通过”，而且他认为，拆除是一个最好的方法。张家界武陵源区的负责建设的杨新明区长对此表示，现在条件不成熟，无法拆除。
2002年9月30日，当百龙天梯运营刚满3个月的时候，电梯就被主管部门叫停。2003年8月8日重新启用。